# Hoplitis alba
Hoplitis alba är en biart som först beskrevs av Van der Zanden 1994.  Hoplitis alba ingår i släktet gnagbin, och familjen buksamlarbin. Inga underarter finns listade i Catalogue of Life.